# Reborn to Master the Blade: From Hero-King to Extraordinary Squire
Reborn to Master the Blade: From Hero-King to Extraordinary Squire (英雄王、武を極めるため転生す ～そして、世界最強の見習い騎士♀～?, Eiyū-ō, bu o kiwameru tame tensei-su: Soshite, sekai saikyō no minarai kishi,, lett. "Il re eroe, reincarnato per padroneggiare le arti marziali, diventando così il cavaliere femminile in addestramento più forte del mondo") è una serie di light novel fantasy scritta da Hayaken e illustrata da Nagu. Ha iniziato la serializzazione online nel marzo 2019 sul sito web di pubblicazione di romanzi scritti dagli utenti Shōsetsuka ni narō. Successivamente la serie è stata acquisita da Hobby Japan, che ha pubblicato 12 volumi dal 30 novembre 2019 sotto l'etichetta HJ Bunko. Un adattamento manga con disegni di Moto Kuromura viene serializzato online tramite il sito web Comic Fire di Hobby Japan dal 6 dicembre 2019 ed è stato raccolto in 6 volumi tankōbon. Un mini adattamento anime di 2 episodi è stato pubblicato tra il 7 e il 14 novembre 2020 sull'account Twitter di Comic Fire. Un adattamento anime prodotto dallo Studio Comet è stato trasmesso dal 9 gennaio al 27 marzo 2023.

## Trama
Nel regno di Silvare viveva il re eroe Inglis, il quale grazie alla benedizione personale della dea Alistia, diventò un cavaliere divino, uccidendo i nemici dell'umanità e gli dei oscuri per proteggere il regno dalle minacce. Ormai giunto sul letto di morte senza rimpianti nella sua vita, afferma che se avesse avuto ancora del tempo, gli sarebbe piaciuto affinare le sue tecniche di spada, così la dea Alistia gli concede come ultimo favore quello di reincarnarsi. Inglis si ritrova così proiettato nel futuro, dove ha finalmente la possibilità di compiere il suo sogno raggiungendo l'apice nella padronanza della spada. Tuttavia scopre di essere rinato come una femmina e perciò Inglis Eucus si sforza di vivere una vita in un tempo diverso da quello che conoscenza con lo scopo di padroneggiare al meglio la spada.

## Personaggi
Inglis Eucus (イングリス・ユークス?, Ingurisu Yūkuzu)
Doppiata da: Akari Kitō
Il re eroe del regno di Silvare, che si è reincarnato in una ragazza per dedicare la sua nuova vita all'addestramento del suo braccio armato di spada.
Rafinha Bilford (ラフィニア・ビルフォード?, Rafinia Birufōdo)
Doppiata da: Ai Kakuma
Leone Olfa (レオーネ・オルファー?, Reōne Orufā)
Doppiata da: Tomori Kusunoki
Liselotte Arcia (リーゼロッテ・アールシア?, Rīzerotte Ārushia)
Doppiata da: Wakana Kuramochi
Eris (エリス?, Erisu)
Doppiata da: Haruka Shiraishi
Sistia Rouge (システィア・ルージュ?, Shisutia Rūju)
Doppiata da: Eri Kitamura
Ripple (リップル?, Rippuru)
Doppiata da: Naomi Ōzora
Rafael Billford (ラファエル・ビルフォード?, Rafaeru Birufōdo)
Doppiato da: Atsushi Tamaru
Leon Olfer (レオン・オルファー?, Reon Orufā)
Doppiato da: Yūichi Nakamura
L'uomo mascherato di nero (黒仮面の男?, Kuro kamen no otoko)
Doppiato da: Katsuyuki Konishi
Vecchio re Inglis (老王イングリス?, Rō Ō Ingurisu)
Doppiato da: Mugihito

## Media

### Light novel
La serie, scritta da Hayaken e illustrata da Nagu, ha iniziato la serializzazione come web novel nel marzo 2019 sul sito di pubblicazione di romanzi scritti dagli utenti Shōsetsuka ni narō. Successivamente la serie è stata acquisita da Hobby Japan, che ha pubblicato 12 volumi dal 30 novembre 2019 sotto l'etichetta HJ Bunko.
L'autore ha dichiarato che originariamente la serie non avrebbe dovuto presentare una protagonista femminile, ma dopo aver guardato Pretty Cure con le figlie, ha deciso di applicare l'idea alla sua opera.
| Nº | Data di prima pubblicazione | Data di prima pubblicazione | Data di prima pubblicazione |
| Nº | Giapponese                  | Giapponese                  |                             |
| -- | --------------------------- | --------------------------- | --------------------------- |
| 1  | 30 novembre 2019            | ISBN 978-4-79-862064-0      |                             |
| 2  | 29 febbraio 2020            | ISBN 978-4-79-862147-0      |                             |
| 3  | 1º luglio 2020              | ISBN 978-4-79-862244-6      |                             |
| 4  | 31 ottobre 2020             | ISBN 978-4-79-862344-3      |                             |
| 5  | 1º maggio 2021              | ISBN 978-4-79-862479-2      |                             |
| 6  | 1º dicembre 2021            | ISBN 978-4-79-862675-8      |                             |
| 7  | 30 aprile 2022              | ISBN 978-4-79-862826-4      |                             |
| 8  | 1º agosto 2022              | ISBN 978-4-79-862886-8      |                             |
| 9  | 1º marzo 2023               | ISBN 978-4-79-863016-8      |                             |
| 10 | 1º settembre 2023           | ISBN 978-4-79-863264-3      |                             |
| 11 | 28 dicembre 2023            | ISBN 978-4-79-863381-7      |                             |
| 12 | 1º agosto 2024              | ISBN 978-4-79-863595-8      |                             |

### Manga
Un adattamento manga con disegni di Moto Kuromura viene serializzato online tramite il sito web Comic Fire di Hobby Japan dal 6 dicembre 2019. I capitoli vengono raccolti in volumi tankōbon a partire dal 27 agosto 2020; al 3 febbraio 2025 i volumi totali ammontano a 6.
| Nº | Data di prima pubblicazione | Data di prima pubblicazione | Data di prima pubblicazione |
| Nº | Giapponese                  | Giapponese                  |                             |
| -- | --------------------------- | --------------------------- | --------------------------- |
| 1  | 27 agosto 2020              | ISBN 978-4-79-862268-2      |                             |
| 2  | 1º maggio 2021              | ISBN 978-4-79-862496-9      |                             |
| 3  | 28 dicembre 2021            | ISBN 978-4-79-862653-6      |                             |
| 4  | 1º novembre 2022            | ISBN 978-4-79-862885-1      |                             |
| 5  | 29 settembre 2023           | ISBN 978-4-79-863156-1      |                             |
| 6  | 3 febbraio 2025             | ISBN 978-4-79-863468-5      |                             |

### Anime

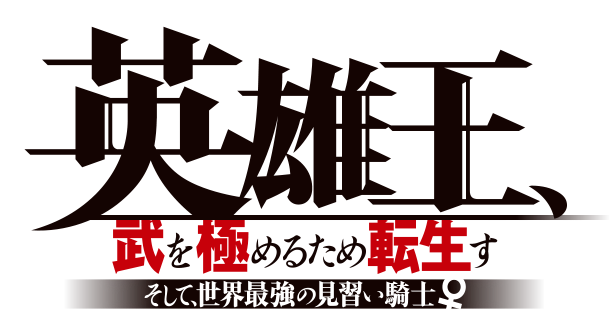
Logo della serie

Un mini adattamento anime in due episodi è stato annunciato il 31 ottobre 2020. Il primo episodio è stato trasmesso in streaming il 7 novembre 2020 sull'account Twitter ufficiale di Comic Fire, seguito dal secondo episodio il 14 novembre successivo.
Il 29 novembre 2021 è stato annunciato un nuovo adattamento anime. Successivamente è stato rivelato essere una serie televisiva prodotta da Studio Comet. La serie è diretta da Naoyuki Kuzuya, con sceneggiature scritte da Mitsutaka Hirota, con il character design di Reiichiro Ōfuji e musica composta da Kenta Higashiohji. È stato trasmesso in Giappone dal 9 gennaio al 27 marzo 2023 su TV Tokyo e altre reti. La sigla d'apertura è Day1 di Auo feat. Win Morisaki mentre quella di chiusura è Self Hug Big Love (セルフハグ・ビッグラヴ?, Serufu Hagu Biggu Ravu) di Yui Nishio. I diritti per la distribuzione internazionale al di fuori dell'Asia sono stati acquistati da Crunchyroll che l'ha pubblicata in versione sottotitolata. Muse Communication ha concesso in licenza la serie nel sud e nel sud-est asiatico.

#### Episodi
| Nº | Titolo italiano Giapponese 「Kanji」 - Rōmaji                                                         | In onda          | In onda |
| Nº | Titolo italiano Giapponese 「Kanji」 - Rōmaji                                                         | Giapponese       |         |
| 1  | Il Re Inglis si reincarna 「英雄王イングリス、転生す」 - Eiyū-ō Ingurisu, tensei-su                   | 9 gennaio 2023   |         |
| 2  | L'incontro con Hyral Menace 「天恵武姫の邂逅」 - Hairaru Menasu no kaigō                              | 16 gennaio 2023  |         |
| 3  | Viaggio verso la Capitale 「王都への旅立ち」 - Ōto e no tabidachi                                     | 23 gennaio 2023  |         |
| 4  | La città dominata dagli Highlander 「天上人が支配する街」 - Hairandā ga shihai suru machi             | 30 gennaio 2023  |         |
| 5  | L'Accademia Reale dei Cavalieri 「王立騎士アカデミー」 - Ōritsu kishi Akademī                         | 6 febbraio 2023  |         |
| 6  | Il labirinto del calvario 「試練の迷宮」 - Shiren no meikyū                                           | 13 febbraio 2023 |         |
| 7  | La malattia dell'Hyral Menace 「天恵武姫の病」 - Hairaru menasu no yamai                              | 20 febbraio 2023 |         |
| 8  | L'ordine di scorta di Ripple 「リップル護衛指令」 - Rippuru goei shirei                               | 27 febbraio 2023 |         |
| 9  | Il nuovo artefatto 「新しい魔印武具」 - Atarashii Ātifakuto                                           | 6 marzo 2023     |         |
| 10 | Il piano d'assalto agli Highlander 「天上人襲撃計画」 - Hairandā shūgeki keikaku                      | 13 marzo 2023    |         |
| 11 | L'apprendista cavaliere senza pari 「見習い騎士、無双す」 - Minarai kishi, musō su                    | 20 marzo 2023    |         |
| 12 | Scontro! Il Re Eroe vs il Re Arcobaleno 「激突！英雄王vs虹の王」 - Gekitotsu! Eiyū ō Buiesu niji no ō | 27 marzo 2023    |         |

## Accoglienza
Rebecca Silverman di Anime News Network ha recensito il primo volume della light novel, sostenendo che uno degli elementi della storia che distingue la serie da molte altre è la presenza di una morale riguardante il mondo reale, che fa capire che non è necessario essere un personaggio immaginario reincarnato per iniziare a capire che fischiare e guardare le donne possa mettere a disagio quest'ultime. Nonostante tutti i suoi punti di forza e le decisioni interessanti, anche Reborn to Master the Blade soffre di alcuni problemi, come la ripetizione della premessa di base all'inizio di quasi ogni capitolo, il che è probabilmente il risultato della serializzazione, che finisce per trascinare la prosa verso il basso e a volte può rendere la lettura un po' complicata. Inoltre non è molto comprensibile chi siano gli altri personaggi oltre a Inglis e Rafinha, mentre la fazione ribelle sembra troppo sottosviluppata per la causa che sta sposando. Il non sapere a come si è passati dal regno utopico del re Inglis a una terra in cui una nazione fluttuante steampunk cerca di controllare tutte le persone sottostanti è qualcosa che può essere risolto con il tempo mentre i personaggi non sviluppati sono un po' meno comprensibili. In conclusione, Reborn to Master the Blade si rivela una buona lettura veloce che tratta alcuni argomenti interessanti e la giustapposizione del mondo di sword and sorcery è buona, così come la protagonista Inglis, facendo capire che la serie ha del potenziale e vale la pena superare le parti meno interessanti per scoprire come andrà a finire.